# Catedral de Santa Ana (Uruguayana)
La Catedral de Santa Ana o simplemente Catedral de Uruguayana (en portugués: Catedral de Sant'Ana) Es un templo católico que se originó como la parroquia de Santana, creada por ley provincial 58 del 29 de mayo de 1846, junto con la ciudad de Uruguayana, en Brasil siendo construida entre los años 1861 y 1874.
En el año 1906, la parroquia fue parcialmente destruida por un gran incendio, pero fue restaurada en los años siguientes.
Con la creación de la diócesis de Uruguayana, el 15 de agosto de 1910, por la bula Praedecessorum Nostrorum, del papa Pío X, esta parroquia se convirtió en la catedral Sant'ana.
Más tarde, en 1926 fue demolida, dado que ya existía un proyecto para la construcción de un edificio más grande, que estaba en obra, y que en 1959 fue terminado. Tardó 33 años en completarse.